# باخچا
باخچا (انگلیسی: Bakhcha) یک شهرک در شهرستان داولکانوفسکی در استان باشقیرستان کشور روسیه است.